# Skallig–hårig
Skallig–hårig, på ryska лысый — волосатый, är en skämtsam kategorisering av Rysslands politiska ledare sedan 1825, där varannan ledare varit flintskallig, och varannan varit hårig.
| Skalliga ledare               | Porträtt | Håriga ledare                    | Porträtt |
| ----------------------------- | -------- | -------------------------------- | -------- |
| Nikolaj I (1825—1855)         |          | Alexander II (1855—1881)         |          |
| Alexander III (1881—1894)     |          | Nikolaj II (1894—1917)           |          |
| Georgij Lvov (1917)           |          | Alexander Kerenskij (1917)       |          |
| Vladimir Lenin (1917—1924)    |          | Josef Stalin (1924—1953)         |          |
| Nikita Chrusjtjov (1953—1964) |          | Leonid Brezjnev (1964—1982)      |          |
| Jurij Andropov (1982—1984)    |          | Konstantin Tjernenko (1984—1985) |          |
| Michail Gorbatjov (1985—1991) |          | Boris Jeltsin (1991—1999)        |          |
| Vladimir Putin (2000—2008)    |          | Dmitrij Medvedev (2008—2012)     |          |
| Vladimir Putin (2012—idag)    |          |                                  |          |